# Re di Spagna
Il Re di Spagna, nel sistema politico spagnolo, è il capo di Stato, simbolo dell'unità e della permanenza del Regno, che è tenuto ad arbitrare e moderare il regolare funzionamento delle istituzioni ed esercitare la più alta rappresentanza della nazione, oltre che a svolgere le funzioni espressamente attribuite dalla Costituzione e dalle leggi. Ha il comando supremo delle Forze Armate, essendo come tale capitano generale dell'esercito. Detiene inoltre l'Alto Patronato delle Reali Accademie.
La Costituzione del 1978 tratta dell'istituzione della Corona, della persona del re e delle sue funzioni nel Titolo II, che comprende gli articoli dal 56 al 65. L'attuale re di Spagna è Felipe Juan Pablo Alfonso de Todos los Santos de Borbón y Grecia, che regna con il nome di Felipe VI. 

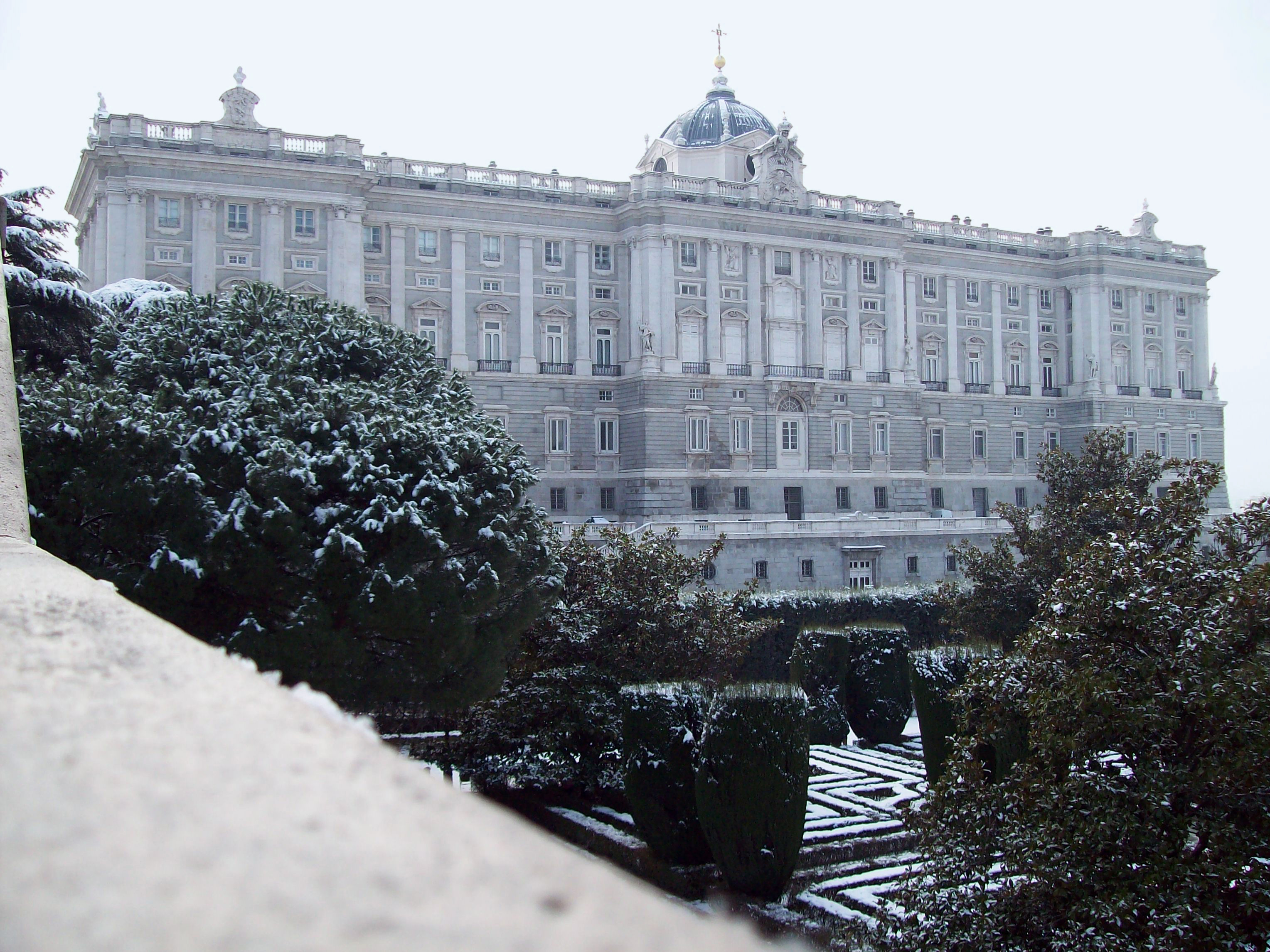
Il Palazzo Reale di Madrid è la residenza ufficiale del Re di Spagna, ma è utilizzato principalmente per le cerimonie di Stato perché il monarca non vive lì, ma nel Palazzo della Zarzuela

Collare dell'Ordine del Toson d'Oro

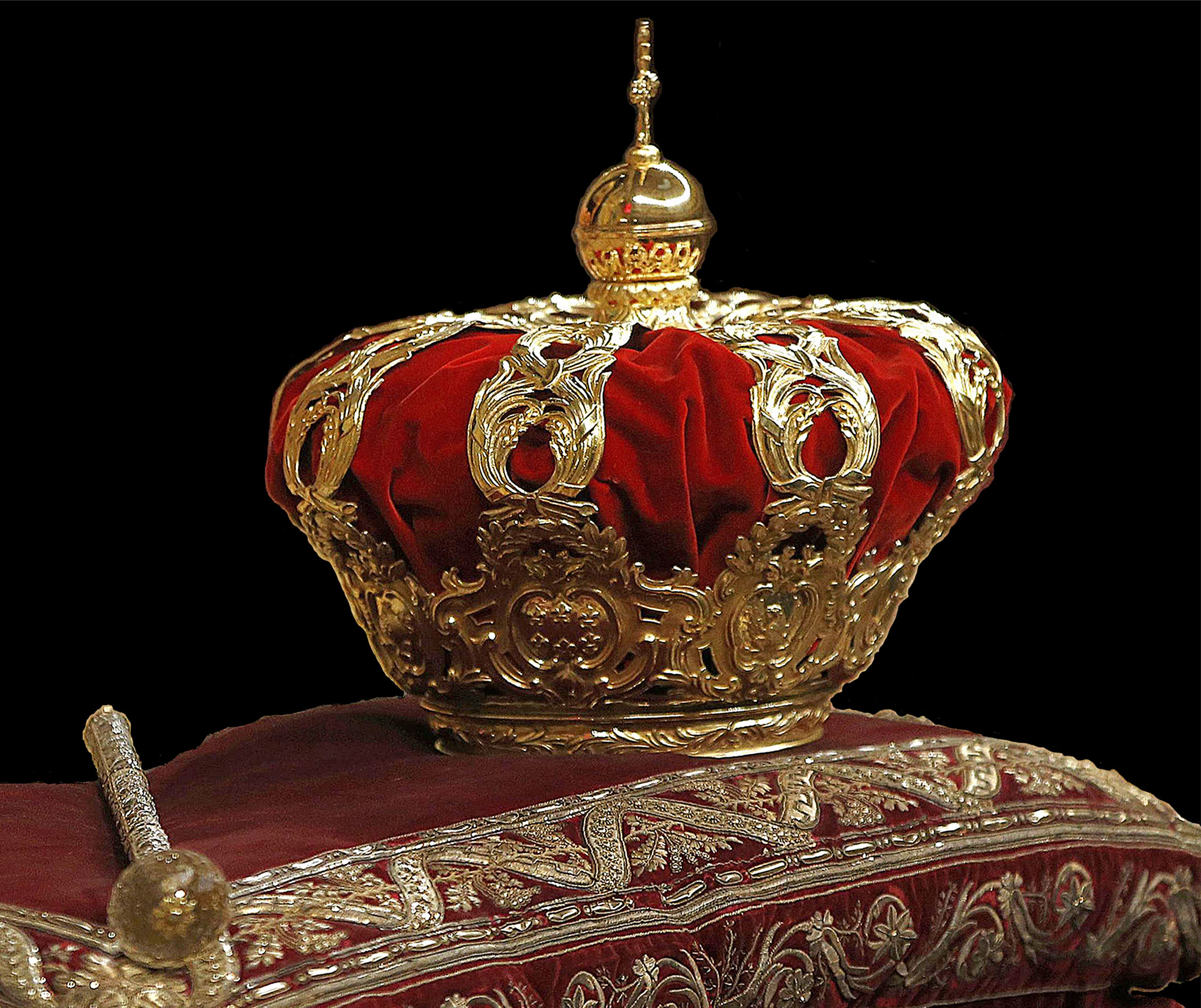
La corona e lo scettro del Re di Spagna

Rappresentazione araldica della corona di Spagna

## La persona del Re
Il titolo di Re di Spagna è sancito dalla Costituzione, che recupera e incorpora nel suo testo tutte le regole esplicite e implicite che hanno tradizionalmente coordinato la monarchia in Spagna. La Costituzione, inoltre, riconosce al re il diritto di utilizzare tutti gli altri titoli che corrispondono alla Corona.
I titoli storici corrispondenti al re di Spagna sono i seguenti, anche se nel caso di Stati attualmente non sovrani vengono utilizzati con formula pro memoria:
- Maestà cattolica
- Re cattolico
- Re di Castiglia
- Re di León
- Re di Aragona
- Re delle Due Sicilie
- Re di Gerusalemme
- Re di Navarra
- Re di Granada
- Re di Toledo
- Re di Valencia
- Re di Galizia
- Re di Maiorca
- Re di Minorca
- Re di Siviglia
- Re di Cordova
- Re di Corsica
- Re di Sardegna
- Re di Murcia
- Re di Jaén
- Re di Algeciras
- Re dell'Algarve
- Re delle Isole Canarie
- Re di Ungheria
- Re di Dalmazia
- Re di Croazia
- Re delle Indie orientali, Occidentali, delle Isole e della Terraferma del Mare Oceano
- Principe di Svevia
- Margravio del Sacro Romano Impero
- Arciduca d'Austria
- Duca di Borgogna
- Duca di Brabante
- Duca di Milano
- Duca di Atene
- Duca di Neopatria
- Duca di Limburgo
- Duca del Lussemburgo
- Duca di Lotaringia
- Duca di Gheldria
- Duca di Stiria
- Duca di Carniola
- Duca di Carinzia
- Duca del Württemberg
- Langravio d'Alsazia
- Marchese di Oristano
- Conte palatino di Borgogna
- Conte di Asburgo
- Conte delle Fiandre
- Conte del Tirolo
- Conte di Rossiglione
- Conte di Barcellona
- Conte di Artois
- Conte di Hainaut
- Conte di Namur
- Conte di Gorizia
- Conte del Gocèano
- Conte di Ferrete
- Conte di Kyburg
- Signore di Biscaglia
- Signore di Molina
- Signore di Frisia
- Signore di Salins-les-Bains
- Signore della Marca slovena
- Signore di Pordenone
- Signore di Tripoli
- Gran principe di Toscana
- Protocanonico Papale Patriarcale Arcipretale della Liberiana Basilica di Santa Maria Maggiore in Roma

Inoltre l'ultimo detentore della corona dell'Impero Romano, Andreas, vendette il titolo imperiale di Imperatore di Costantinopoli a Fernando II di Aragona e a Isabel I di Castiglia prima della sua morte nel 1502. Isabel I successivamente legò il titolo a quello di Re di Castiglia. Di conseguenza i Re di Spagna, come successori dei Re di Castiglia, potrebbero fregiarsi di tale titolo. Tuttavia, non ci sono prove che un monarca spagnolo abbia mai usato titoli imperiali romani.
Il re è anche Gran Maestro sovrano dell'Insigne Orden Real del Toisón de Oro, del Real y Distinguida Orden Española de Carlos III e del Real y Americana Orden de Isabel la Católica.
La Costituzione riconosce alla persona del re l'inviolabilità assoluta e ne vieta ogni responsabilità, politica o giuridica. Questa legge negli anni ha suscitato molte polemiche poiché contraddice gli ideali di uguaglianza di tutti i cittadini dinanzi alla legge e perché ha reso il re Juan Carlos I, non perseguibile, dopo varie inchieste che lo hanno visto coinvolto. La Costituzione, però, sancisce la nullità di tutti gli atti del capo della Corona privi del visto in essa disciplinato, che spetta al Presidente del Governo, ai ministri o al Presidente del Congresso dei Deputati, a seconda dei casi.

## Stipendio e bilancio

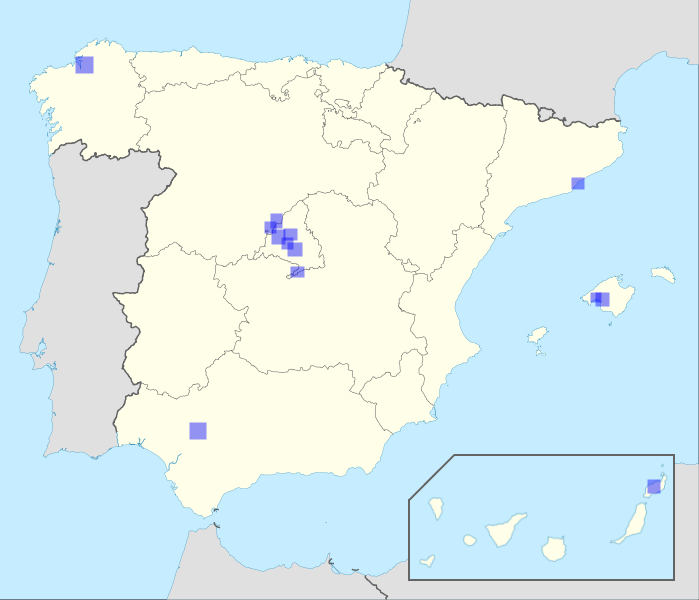
Luoghi dove sono situati Palazzi Reali e altre residenze del monarca

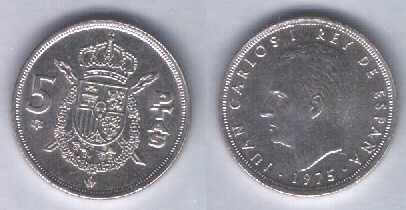
Peseta del 1975 raffiguranti re Juan Carlos I e il suo stemma

I Bilanci Generali dello Stato prevedono una voce specifica per far fronte alle spese della Casa di Sua Maestà il Re, poiché secondo quanto previsto dall'articolo 65.1 della Costituzione:
Il Re riceve (...) una somma forfettaria per sostenere la sua Famiglia e la sua Casa, e la distribuisce liberamente
In questo modo il bilancio non ha bisogno di essere giustificato e, per disposizione costituzionale, è liberamente a disposizione del monarca, che nominerà anche il personale militare e civile di sua competenza.
Nel settembre 2007, il re Juan Carlos I ha nominato un revisore dei conti incaricato della gestione economica della Casa del Re.
Il 28 dicembre 2011, per la prima volta dall'approvazione della Costituzione del 1978, è stato pubblicato il bilancio dettagliato della Casa del Re. In quell'anno l'importo ammontava a 8.434.280 euro, 5,20% in meno rispetto al budget per il 2010. Nel 1979 il budget della Casa ammontava a 155 milioni di peseta, di cui il re aveva stanziato 10 milioni come stipendio.
L'importo globale stanziato per gli anni successivi è diminuito: 8.264.268 euro (2012), 7.933.710 euro (2013) e 7.775.040 euro (2014).
Nel 2013, la Casa del Re ha chiesto al Governo di inserirlo nella legge in corso di elaborazione con l'obiettivo di migliorare la trasparenza delle istituzioni e l'accesso alle informazioni, diventando così la prima casa reale europea tenuta per legge a dettagliare le proprie spese. In ottemperanza a quanto previsto dal presente regolamento, la Casa del Re ha pubblicato a fine 2014 tutti i contratti e le convenzioni allora vigenti.
Il 18 settembre 2014 la Casa del Re ha firmato un accordo con l'Amministrazione Generale dello Stato in base al quale l'ente ha volontariamente accettato che i suoi conti annuali fossero verificati dal Controllore Generale dell'Amministrazione dello Stato.
Nel 2015 il budget assegnato alla Casa del Re ha mantenuto lo stesso importo assegnato per l'anno precedente (7.775.040 euro). Quell'anno fu il primo con Felipe VI come re, che abbassò il suo stipendio del 20% (dai 292.752 euro lordi ricevuti da Juan Carlos I a 234.204 euro).
Tuttavia, nell'importo destinato alla Casa del Re, il Bilancio generale dello Stato non comprende le voci dei ministeri della Difesa (che è a carico della Guardia Reale), dell'Interno (che si occupa di sicurezza), degli Esteri (che paga i viaggi ufficiali), delle Finanze (che paga le spese del Parco Mobile Statale), Presidenza (che paga i funzionari del palazzo della Zarzuela), e il Patrimonio Nazionale (la spesa relativa alla cura e manutenzione dei beni di proprietà dello Stato spagnolo a disposizione del re di Spagna e al resto della Famiglia Reale, per uso come residenza o per atti di Stato e cerimonie ufficiali). L'importo totale non è noto, sebbene il quotidiano Público abbia stimato in 59,28 milioni di euro di bilancio della Casa del Re assegnate ad altri ministeri nel 2011 (escluse le spese relative alla sicurezza e ai veicoli, assunte dai Ministeri degli Interni, Difesa e Finanza). Tuttavia, per calcolare questa cifra, il giornale includeva l'intero budget per la manutenzione e la riabilitazione degli edifici e dei giardini gestiti dal Patrimonio Nazionale, includendo un gran numero di palazzi, conventi, chiese e monasteri non utilizzati dalla famiglia reale.

### Confronto con il bilancio degli altri capi di Stato
Il budget per il capo di Stato di Gran Bretagna e Irlanda del Nord è stato di circa 45 milioni di euro (38,2 milioni di sterline) nel 2010, comprese le spese per la polizia, la sicurezza e le forze armate, il trasporto e la manutenzione dei beni reali. In Francia, il bilancio del capo di Stato è stato di 112 milioni nel 2010 (1,72 euro a persona), sebbene il presidente della Repubblica svolga funzioni esecutive che non sono svolte dal capo di Stato spagnolo. Secondo il quotidiano ABC, nel 2010 il mantenimento del capo di Stato ha comportato 3,8 euro a persona in Italia, 1,64 euro per i portoghesi, 0,52 centesimi per i cittadini greci e 0,35 centesimi per i tedeschi; mentre agli spagnoli i reali costavano 0,19 centesimi a persona, se si tiene conto solo dell'indennità, che in quell'anno ammontava a 8,896 milioni di euro.
Secondo il quotidiano El País, nel 2015 il capo di Stato dei Paesi Bassi aveva un budget di 38 milioni di euro, di cui il re ha ricevuto 825.000 euro di stipendio e 4,4 milioni per spese di personale e materiali. In Belgio il budget ha raggiunto 11,5 milioni di euro, esclusi sicurezza e viaggi. In Belgio, inoltre, la famiglia reale non deve pagare le tasse. In Danimarca il capo di Stato aveva un budget di 13,2 milioni di euro con un limite di spesa per i re di 1,34 milioni. In Norvegia i re avevano uno stanziamento di 24 milioni di euro e i principi circa un milione per spese ufficiali e private e manutenzione delle loro proprietà, ricevendo un importo separato per le spese del personale. Negli Stati Uniti d'America il presidente ha ricevuto uno stipendio di 400.000 dollari (322.121 euro) più indennità, in Francia il capo di Stato ha ricevuto 178.000 euro lordi, in Germania il presidente ha ricevuto (nel 2013) un totale di 292.000 euro e in Italia, il presidente ha ricevuto 239.000 euro lordi.

### Opinioni
Per quanto riguarda i bilanci, l'ammontare delle spese generate dalla Casa di Sua Maestà il Re è stato criticato da diversi settori della sinistra, avendone denunciato la presunta opacità e l'importo elevato, anche perché dal 1979 al 2011 i bilanci non sono stati pubblicati ufficialmente.
Nel 2007, il partito Esquerra Republicana de Catalunya ha presentato 100 domande relative alla Casa Reale, che sono state respinte dal Congresso. Dopo che il caso Nóos è stato reso pubblico nel novembre 2011, il genero del re, Iñaki Urdangarin, è stato accusato di corruzione, e la Casa Reale ha pubblicato i suoi bilanci per la prima volta nel dicembre 2011, nel gennaio 2012 Esquerra Republicana de Catalunya ha ripresentato le 100 domande al Congresso, dove questa volta ne sono state accettate 64 e poste il veto a 36.
Nonostante abbia iniziato a pubblicare i bilanci a partire dal 2011, è stato criticato che questi non includano i costi della sicurezza, dei viaggi all'estero, della flotta mobile e dei dipendenti pubblici, tra gli altri. Tuttavia, la Casa del Re ha chiesto al governo di essere incluso nella legge sulla trasparenza "il più apertamente possibile e senza restrizioni"; in questa legge ha uno statuto equivalente al resto delle istituzioni statali, come il Congresso, il Senato e il Consiglio di Stato.

## La corona
La Corona è l'istituzione costituzionale in cui si configura il capo di Stato in Spagna, con caratteristiche tipiche della monarchia spagnola, che sono:
- la successione ereditaria del suo proprietario attraverso le generazioni successive della famiglia reale.
- l'inviolabilità assoluta del suo titolare[2].
- l'assenza di iniziativa politica e di potere effettivo (potestas).
- il godimento di un alto grado di autorità (auctoritas).
- il compimento da parte del suo titolare di una serie di atti dovuti (valutati) al fine di regolare il funzionamento dello Stato.

## Storia

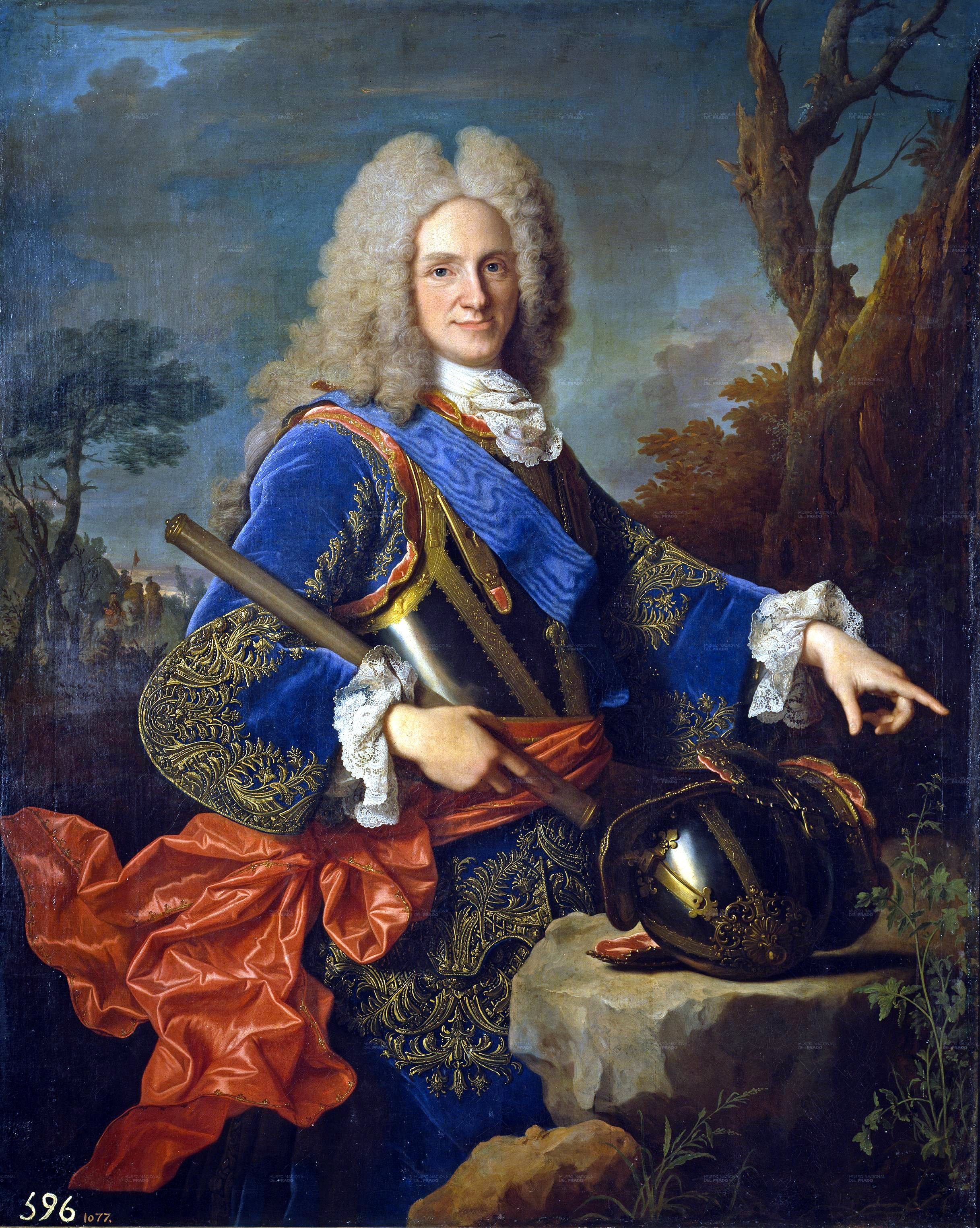
Felipe V, che unificò e introdusse l'assolutismo "alla francese" in Spagna

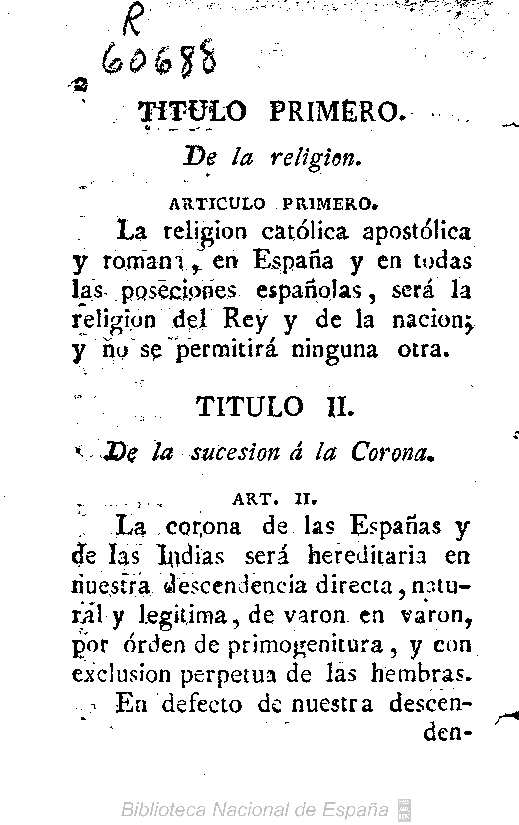
Pagina dello Statuto di Bayonne riguardante la successione monarchica

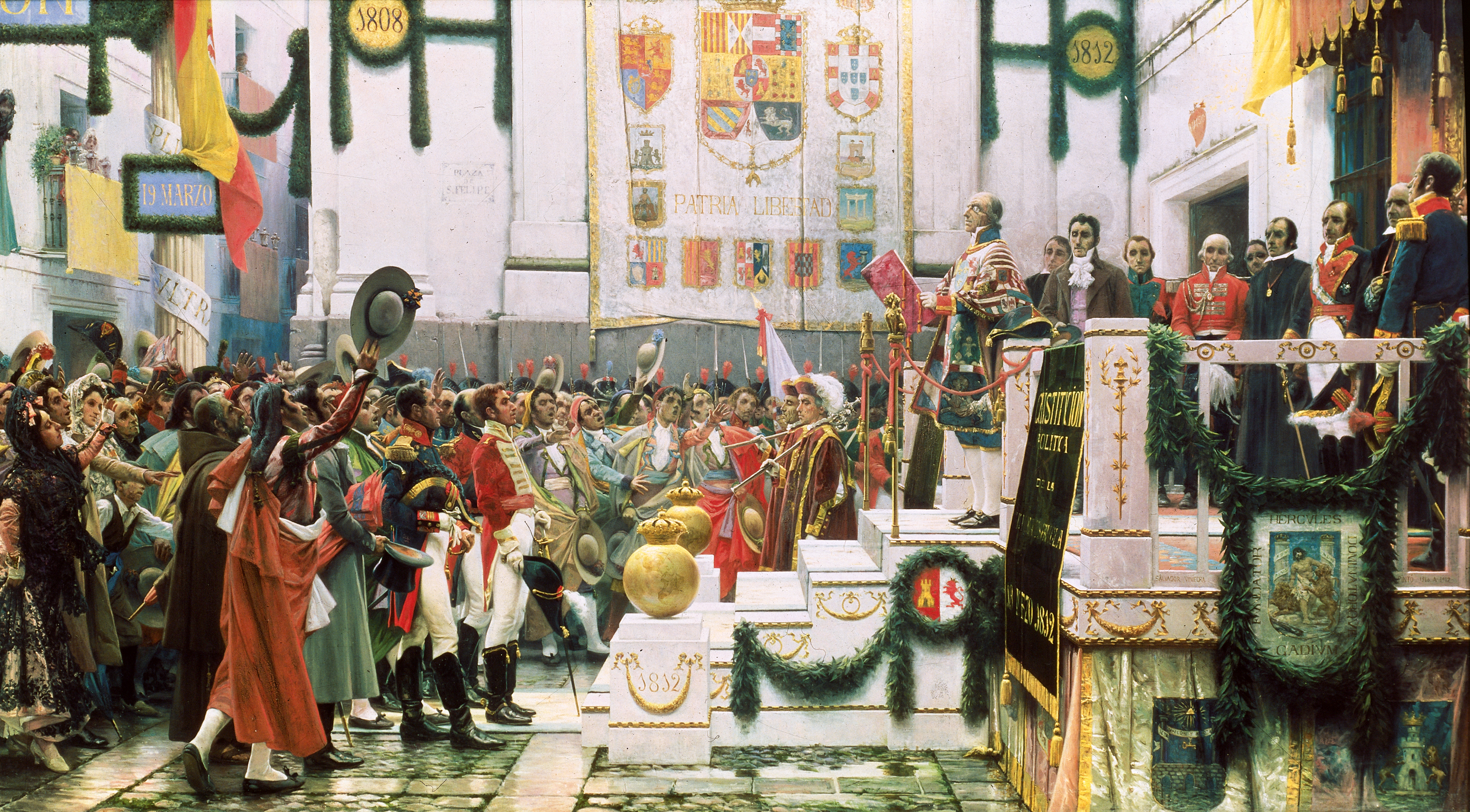
Promulgazione della Costituzione spagnola del 1812

### 1716 - 1808
Dalla sua fondazione, il 16 gennaio 1716, fino al 1808, la Spagna è stata una monarchia assoluta sul modello francese, fortemente attaccata ai valori dell'antico regime. Questo sistema di governo faceva parte del lignaggio di Felipe V, divenuto re di Spagna ma nato come principe in Francia e Navarra, nipote di Luigi XIV, detto il "re Sole".

### 1808 - 1812
Nel 1808 nel contesto delle guerre napoleoniche, Napoleone Bonaparte, invase la Spagna e dopo aver costretto con la forza i Borbone a rinunciare al loro trono, nominò suo fratello Joseph-Napoléon Bonaparte re del Paese. Nello stesso anno a Bayonne, in Francia, venne scritta la prima vera costituzione del Regno di Spagna, il cosiddetto Statuto di Bayonne. La carta, però, si limitava a stabilire la formazione dello Stato e non delineava esattamente i poteri del re. Questo primo tentativo costituzionale si rivelò infruttuoso e durò solo quattro anni.

### La costituzione del 1812
Per favorire la democratizzazione della Spagna, nel 1812 venne promulgata la prima carta del Regno. Essa stabiliva per il Paese un regime monarchico costituzionale. La Costituzione stabiliva la sovranità della nazione - e non del re, la separazione dei poteri, il suffragio universale maschile indiretto, la libertà di stampa, la libertà di industria, i diritti di proprietà e l'abolizione fondamentale dei manieri, tra le altre questioni, quindi "non includeva una tabella di diritti e libertà, ma includeva alcuni diritti sparsi nei suoi articoli". Inoltre, confermò la cittadinanza spagnola a tutti i nati in qualsiasi territorio d'oltremare.
Il testo consacrava la Spagna come Stato confessionale cattolico, vietando espressamente nel suo articolo dodicesimo ogni altra confessione. Il re continuava ad esserlo «per grazia di Dio e per la Costituzione».
Nel 1814, però, a seguito di una controrivoluzione, Fernando VII, ritornato da un anno al potere e che non aveva accettato le limitazioni al suo potere, abolì la carta e ripristinò la monarchia assoluta.

### 1814 - 1873
Nei decenni avvenire nuovi decreti e costituzioni posero limitazioni alla monarchia ma ciò si rivelo fallimentare, l'11 febbraio 1873 la monarchia venne abolita e il re Amedeo I (che aveva sostituito la regina Isabel II, figlia di Fernando VII) andò in esilio con tutta la sua famiglia.

### 1874 - 1931
Il 30 giugno 1876, due anni dopo il ripristino della monarchia, venne redatta una nuova costituzione che introdusse definitivamente la monarchia costituzionale in Spagna sotto il regno di Alfonso XII, figlio di Isabel II. Alla sua morte gli successe il figlio Alfonso XIII, il quale regno, macchiato dalla sanguinosa dittatura di Miguel Primo de Rivera, compromise l'immagine della monarchia che venne nuovamente abolita il 14 aprile 1931.

### 1936 - 1978
Nel 1936 tra le fazioni monarchiche di estrema destra e quelle repubblicane di sinistra scoppio una guerra civile che si concluse nel 1939 con la vincita dei primi, l'abolizione della seconda Repubblica Spagnola e la proclamazione dello Stato Spagnolo. Nel 1947 la Spagna ritornò ad essere una monarchia sostituendo così il regime repubblicano. Il dittatore Francisco Franco, fino ad allora leader repubblicano a tutti gli effetti si autoproclamò reggente affidandosi l'onere di scegliere chi gli sarebbe succeduto con il titolo di re. Scelse il principe Juan Carlos, nipote di Alfonso XIII, che due giorni dopo la morte del dittatore, il 22 novembre 1975, divenne il primo re di Spagna dal 1931, nacque il terzo Regno di Spagna. Il re favorevole al ripristino della democrazia dopo trentanove anni di dittatura franchista, firmò la costituzione del 1978 che regolò definitivamente i poteri del sovrano e riportò la democrazia nel Paese.

## Funzioni

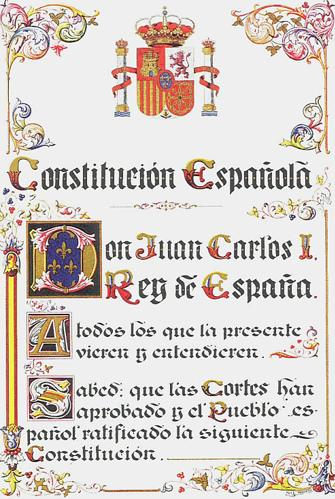
Costituzione spagnola del 1978

I poteri del re di Spagna sono sanciti dalla costituzione del 6 novembre 1978:
- sanzionare e promulgare le leggi;
- convocare e sciogliere le Cortes Generali e indire le elezioni secondo le modalità previste dalla Costituzione;
- indire i referendum nei casi previsti dalla Costituzione;
- proporre il candidato a Presidente del Governo e, nel caso, nominarlo, e porre fine alle sue funzioni secondo le modalità previste dalla Costituzione;
- nominare e allontanare i membri del Governo su proposta del Presidente;
- emanare i decreti deliberati dal Consiglio dei Ministri, nominare gli impieghi civili e militari e concedere onorificenze e titoli conformemente alle leggi;
- essere informato degli affari dello Stato e presiedere le sessioni del Consiglio dei Ministri quando lo ritenga opportuno o su richiesta del Presidente del Governo;
- il comando supremo delle Forze Armate;
- esercitare il diritto di grazia conformemente alla legge;
- l’alto patronato delle Reali Accademie;
- accreditare gli ambasciatori e gli altri rappresentanti diplomatici;
- manifestare il consenso dello Stato per stringere obblighi internazionali attraverso trattati in conformità alla Costituzione e alle leggi;
- dichiarare la guerra e fare la pace, previa autorizzazione delle Cortes Generali.

Tutti gli atti del re devono essere controfirmati dal Presidente del Governo e/o dai ministri.

## Successione

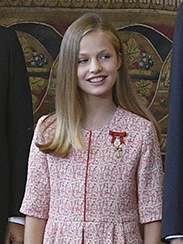
Leonor, principessa delle Asturie, erede al trono di Spagna

La successione al trono segue l'ordine regolare della primogenitura, essendo sempre preferita la linea precedente alle successive, nella stessa linea la più vicina al grado più remoto, nello stesso grado il maschio alla femmina e nello stesso sesso la persona più anziana alla più giovane.
Ciò significa che in caso la Corona diventi vacante, a causa della morte o abdicazione del suo detentore, il figlio maggiore diventerà re; in assenza dei maschi e dei loro discendenti, la figlia maggiore diverrà regina; in assenza delle figlie e dei loro discendenti, suo fratello maggiore diverrà re; in assenza dei fratelli e dei loro discendenti, la sorella maggiore; e in assenza di sorelle e loro discendenti, gli altri parenti di gradi e linee più distanti.
Questo tipo di successione è detta agnatica, perché a differenza della legge salica, non esclude le donne dalla successione, ma le pone dietro ai fratelli maschi, anche se più giovani. Attualmente è in discussione l'idea di modificare la Costituzione per consentire alla successione di operare in favore della persona più anziana, indipendentemente dal sesso.
Le persone che hanno diritto alla successione al trono possono sposarsi liberamente, a meno che il matrimonio non subisca l'espresso divieto del detentore della Corona e dei Tribunali Generali, nel qual caso la persona in questione e i suoi eventuali discendenti perderebbero il diritto di succedere al trono; ciò significa che ogni matrimonio si presume celebrato con il consenso del capo della Corona e dei Tribunali, e che l'opposizione ad esso deve essere espressamente dichiarata da entrambi gli organi.

## Reggenza e tutela del re

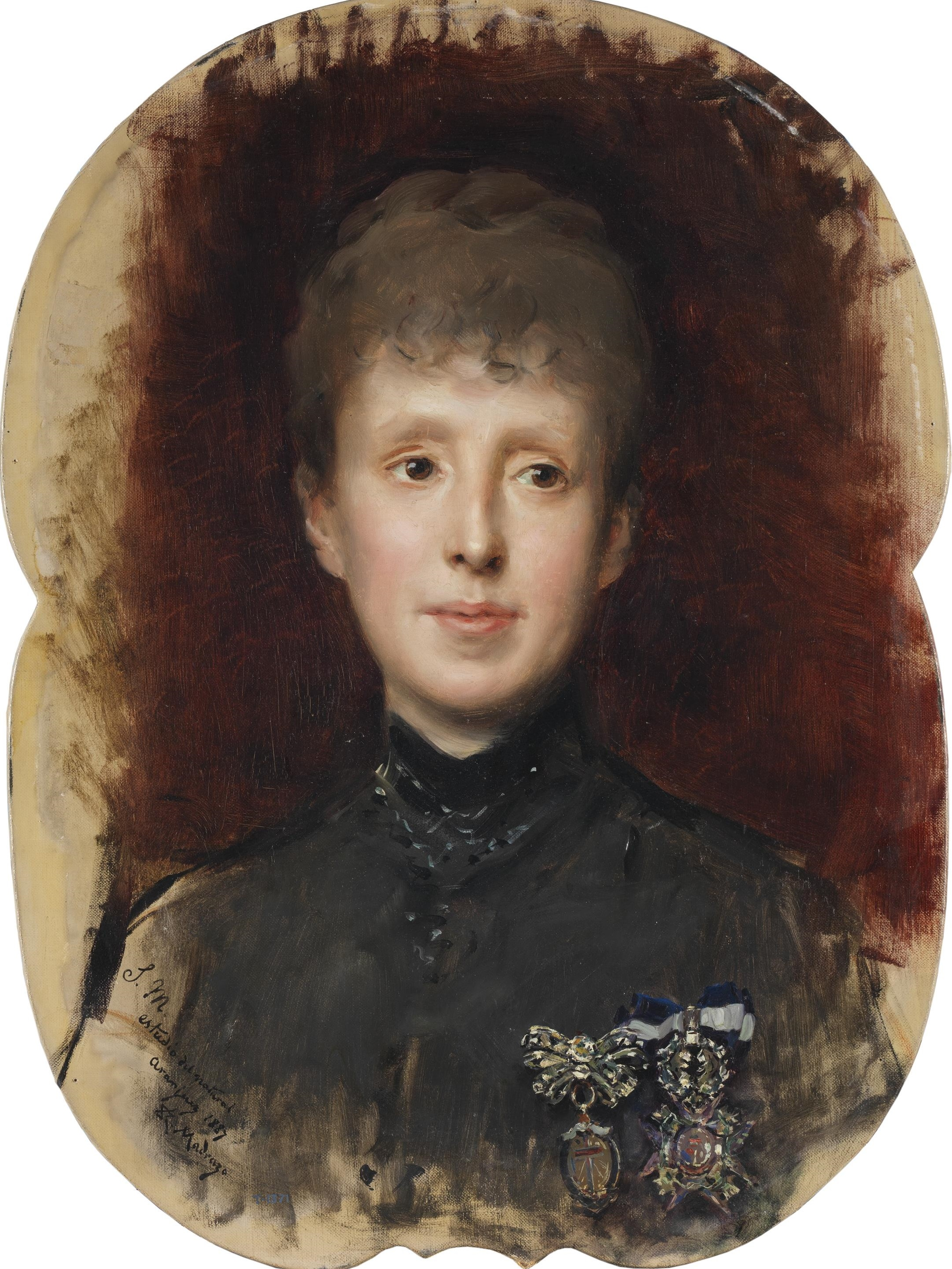
La reggenza della regina Maria Cristina, per suo figlio Alfonso XIII, durò più di 15 anni, diventando la più lunga fino ad oggi

La reggenza è un'istituzione provvisoria che assume la guida dello Stato quando il legittimo titolare della Corona è impedito nell'esercizio della sua autorità, a causa di una malattia fisica o mentale dopo il riconoscimento dei Tribunali, o quando è minorenne.
La Costituzione ha optato per il sistema della reggenza legittima, affinché il reggente sia chiamato a farlo dalla Costituzione stessa: il principe delle Asturie in caso di incapacità del re, il padre o la madre del re minore e gli altri parenti secondo l'ordine di successione al Trono.
Solo nel caso in cui non vi sia persona chiamata a succedere al Trono - ad esempio, nell'ipotesi che tutti i membri della famiglia reale siano morti in un incidente o in un attentato e che sia sopravvissuto solo un figlio minorenne - le Cortes Generali nominerebbero la reggenza la quale sarebbe composta da una, tre o cinque persone.
In questo caso, inoltre, sarebbe necessario un tutore per il re minorenne. La Costituzione prevede che la persona nominata dal monarca defunto nel suo testamento sia il tutore del re minore, purché sia spagnolo e maggiorenne; in mancanza, sarà il padre o la madre del re minore; in mancanza di esso, il tutore sarà nominato dalle Cortes Generali.
Per tutti questi casi, la Costituzione vieta l'accumulazione delle cariche di reggente e di tutore se non nel padre, nella madre o negli ascendenti diretti del re minorenne.

## La famiglia reale

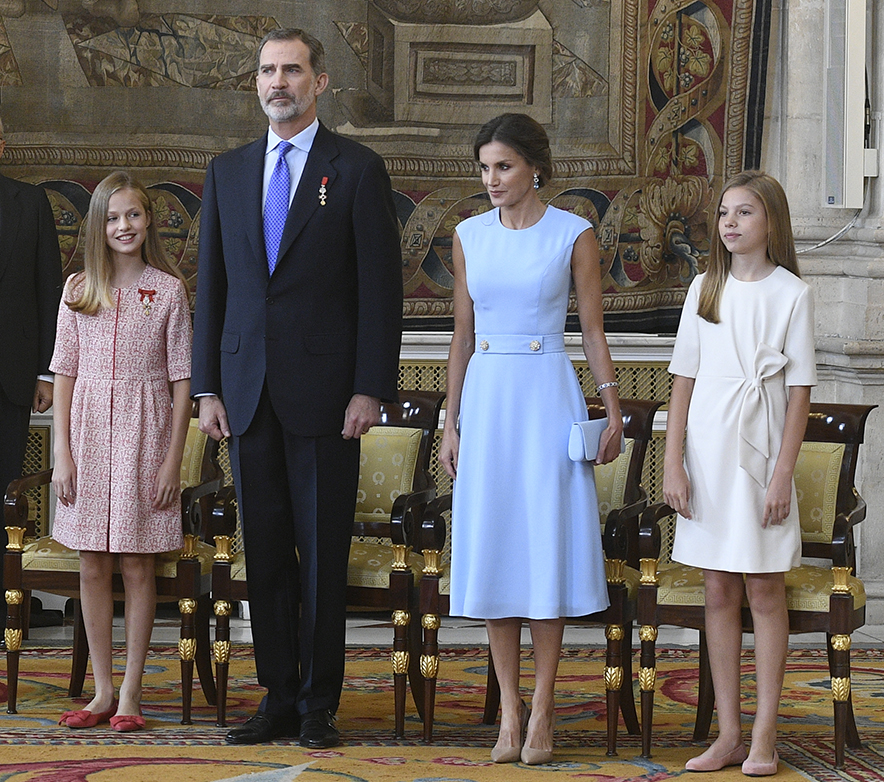
Una parte della famiglia reale spagnola

La famiglia reale è composta dal re o dalla regina (detentore della corona), dai loro consorti, dai loro discendenti (figli e nipoti, comunemente) e dai loro consorti.
Attualmente, fanno parte della famiglia reale anche i genitori del re Felipe VI: il re Juan Carlos I e la regina Sofìa.
La donna sposata con il re è regina di Spagna e ha diritto al trattamento di maestà. L'uomo sposato con la regina è principe e ha diritto al trattamento di altezza reale, sebbene nulla nella Costituzione impedisca che questa regola venga modificata e il marito della regina venga elevato a re con il trattamento di maestà (infatti, in Spagna si è già verificato che il marito di una regina ricevesse il titolo di re (consorte) e il trattamento di maestà quando nel 1846 l'infante di Spagna Francisco de Asís sposò la regina Isabel II, sua cugina di secondo grado).
La Costituzione esclude espressamente la regina consorte o il consorte della regina dall'esercizio delle funzioni costituzionali, salvo quanto previsto per la reggenza.
L'immediato successore alla Corona (il figlio o la figlia del monarca regnante che in un dato momento diventerebbe automaticamente re o regina in caso di morte o abdicazione del genitore) è un principe o una principessa delle Asturie e ha diritto al trattamento di altezza reale.
I figli del monarca regnante che non sono principi delle Asturie e i figli di questo principe o principessa sono infanti di Spagna e ricevono il trattamento di altezza reale.
I figli degli infanti hanno il titolo di "grandi di Spagna" e hanno diritto al trattamento di eccellenza.
Il reggente o i membri della reggenza ricevono il trattamento protocollare di altezza a meno che non abbiano diritto a un trattamento superiore (una regina rimasta vedova, ad esempio, avrebbe diritto al trattamento di maestà). Le leggi prevedono un trattamento diverso per la famiglia reale nelle circostanze che lo giustifichino: le norme procedurali esentano il re o la regina, la sua consorte e il principe o la principessa delle Asturie dall'assistere all'appello giudiziale e dalla testimonianza, e consentono al resto dei membri della famiglia reale che lo facciano per iscritto; il Codice Penale comune e il Codice Penale Militare puniscono come delitto contro la Corona l'omicidio, consumato o tentato, contro il re o la regina, qualsiasi loro antenato o discendente, regina consorte o consorte della regina, principe o principessa, erede della Corona e reggente o membro della reggenza. Per il resto, le leggi stabiliscono altri privilegi e prerogative per la prima famiglia della Nazione, senza farne espressa menzione in altri casi.
La famiglia reale è assistita dalla Casa di Sua Maestà il Re, quale organo di supporto del Capo della Corona e della sua Famiglia nell'esercizio delle loro funzioni costituzionali e delle altre responsabilità; sia la famiglia reale che la Casa di Sua Maestà il Re sono sostenute dall'importo che il re riceve annualmente dai Bilanci Generali dello Stato, che deve essere globale (quindi non può essere suddiviso in voci o altre forme stabilite su di esso). Sia la nomina e la revoca dei membri civili e militari della Casa di Sua Maestà il Re, sia la ripartizione che il detentore della Corona effettua delle somme percepite dai bilanci generali avvengono con assoluta libertà da parte sua.